# Don Juan, Dominikanska republiken
Don Juan är en ort i Dominikanska republiken.   Den ligger i provinsen Monte Plata, i den östra delen av landet, 40 km norr om huvudstaden Santo Domingo. Don Juan ligger 59 meter över havet och antalet invånare är 2 396.
Terrängen runt Don Juan är huvudsakligen platt, men norrut är den kuperad. Runt Don Juan är det ganska tätbefolkat, med 70 invånare per kvadratkilometer. Närmaste större samhälle är Yamasá, 10,3 km sydväst om Don Juan. Omgivningarna runt Don Juan är en mosaik av jordbruksmark och naturlig växtlighet.